# Криптокорина Беккетта
Криптокори́на Бе́ккетта (лат. Cryptocoryne beckettii) — травянистое  земноводное растение, вид рода Криптокорина семейства Ароидные (Araceae).

## Описание
Криптокорина Беккетта представляет собой травянистый куст без стебля с длинными листьями сердцевидной формы, собранными в розетку. Окраска листьев с лицевой стороны тёмно-оливковая, с изнанки — красно-коричневая. Куст достигает в высоту 10—12 сантиметров. В природе встречается на Шри-Ланке.

## Культивирование
При содержании растения в аквариуме оптимальная температура составляет 24—28 °C, при её понижении до 20—22 °C рост значительно замедляется. Вода должна быть средней жёсткости (8—16 немецких градусов), нейтральной или слабощелочной (pH 7,0—7,5). При резком снижении pH криптокорина подвержена «криптокориновой болезни» — листья превращаются в киселеобразную массу и отмирают. Повышение pH жёсткой воды вреда растению не причиняет. Освещение может колебаться от умеренного до довольно сильного, но обязательно должно быть рассеянным. Криптокорина Беккетта хорошо переносит затенение другими, более высокими растениями. Световой день должен составлять 11—12 часов. Грунт должен состоять из крупного песка с примесью глины и торфа и быть обильно заилённым. 

Как и остальные представители рода Cryptocoryne, криптокорина Беккетта — болотное растение и может культивироваться в условиях палюдариума или влажной оранжереи. При этом температура должна быть 28—30 °C, грунт должен состоять из смеси песка, торфа и садовой земли. В условиях оранжереи по сравнению с условиями аквариума у растения укорачиваются как листья, так и черешки. В оранжерейных условиях криптокорина растёт значительно быстрее, чем в аквариуме. 

Как в аквариуме, так и в палюдариуме криптокорина Беккетта легко размножается корневыми отводками, молодые растения можно отделять от материнского после того, как у них образуются 3—4 листа. Летом в палюдариуме и оранжерее криптокорина цветёт, но получить семена не удаётся.